# Amphiesma viperinum
Amphiesma viperinum este o specie de șerpi din genul Amphiesma, familia Colubridae, descrisă de Schenkel 1901. Conform Catalogue of Life specia Amphiesma viperinum nu are subspecii cunoscute.